# Herzog Theodor von Gothland
Herzog Theodor von Gothland ist ein Schicksalsdrama von Christian Dietrich Grabbe und gilt als eines der originellsten, aber auch düstersten Debüts eines deutschen Dramatikers.
Das bereits in der Gymnasialzeit begonnene und 1822 vollendete Drama erzählt die Geschichte eines fiktiven Herzogs der schwedischen Insel Gotland, der, arglistig getäuscht, vom Pfad der Tugend abweicht und zu einem blutrünstigen Rächer und Mörder wird. Auslöser der Handlung wird der militärische Konflikt zwischen den christlichen Schweden und den heidnischen Finnen, die von dem Afrikaner Berdoa angeführt werden. Dieser will Rache für die europäischen Verbrechen und seine persönliche Versklavung üben und benutzt dabei Herzog Theodor von Gothland als Waffe: Als dessen Bruder stirbt, redet Berdoa ihm ein, dass der dritte Bruder, Kanzler am schwedischen Hof, für den Tod verantwortlich ist. Gothland glaubt dieser Lüge und schwingt sich nun eigenmächtig zum Rächer auf. Er tötet seinen Bruder und verrät den schwedischen König, indem er zu den Finnen überläuft. Im weiteren Verlauf der Handlung verstößt er seine Frau und seinen alten Vater und liefert den eigenen Sohn den Ränken Berdoas aus. Auch als er erkennt, dass er getäuscht wurde, weicht er nicht von seinem blutigen Pfad ab und sieht am Ende gleichgültig der Hölle entgegen, da er erkannt hat: Allmächtige Bosheit ist es, die den Weltkreis lenkt und ihn beherrscht.
Grabbes Erstling schockierte die Zeitgenossen durch seinen Zynismus und das pessimistische Weltbild, welches die Dialoge vermitteln. Auch die mitunter blutrünstigen Szenen überforderten die Leser und Kritiker, auch wenn die Wortgewalt und das Talent des jungen Grabbe von Ludwig Tieck und Heinrich Heine durchaus erkannt wurde. Einflüsse von William Shakespeare sind vor allem bei der Figur des Berdoa spürbar, der an den hasserfüllten Afrikaner Aaron aus Titus Andronicus erinnert. Auch eine Beeinflussung durch Lord Byron ist zu erkennen.
Herzog Theodor von Gothland erlebte seine Uraufführung erst lang nach dem Tod Grabbes: am 30. Januar 1892 am Deutschen Volkstheater in Wien.